# Taira liboensis
Taira liboensis is een spinnensoort in de taxonomische indeling van de nachtkaardespinnen (Amaurobiidae).
Het dier behoort tot het geslacht Taira. De wetenschappelijke naam van de soort werd voor het eerst geldig gepubliceerd in 2004 door Zhu, Jun Chen & Zhang.